# Stanisław Stój
Stanisław Stój (ur. 24 lipca 1944 w Jaśle) – polski piłkarz, grający na pozycji środkowego napastnika. Karierę rozpoczął jako 15-latek w III lidze śląskiej w MGKS Mikulczyce. W 1966 przeniósł się do Stali Mielec, gdzie w ciągu 8 lat rozegrał 215 spotkań (w tym 64 w I lidze, 71 w II lidze, 53 w III lidze, 16 w Pucharze Polski, 11 w Pucharze Intertoto) i strzelił 79 goli. Z mieleckim zespołem wywalczył mistrzostwo Polski w 1973. W 1974 przeniósł się do Hutnika Nowa Huta, z którym od tamtej pory (nie licząc 2-letniej przerwy kiedy grał w belgijskim pierwszoligowym RFC Liège) jest związany do dziś. Po zakończeniu kariery był kierownikiem I drużyny Hutnika (w latach 1980-95), trenerem młodzieży (1990-92), a następnie pracownikiem klubu, obecnie jest kierownikiem obiektów Hutnika.